# 藤本ゆき
藤本 ゆき（ふじもと ゆき、1988年1月14日 - ）は、日本のグラビアアイドル、タレント。兵庫県神戸市出身。愛称は「ゆっきゃ」。所属事務所はエイムプロモーション。かつてはノイエに所属していた。

## 人物
- 趣味：パズル、ネイル。
- 特技：バスケットボール。
- 資格：英語技能検定準2級。

## 出演

### テレビ・ラジオ
- 「グラドル女学院」（2007年、BSフジ）
- 「キュンコレ」（2009年4月 - 、TOKYO MXテレビ）
- 「MUSIC Y2」（2009年4月 - 、TOKYO FM）
- 「きずな」（2011年1月 - 、群馬テレビ）
- 「will together〜ウィル・トゥギャザー〜」（2011年7月 - テレビ神奈川）

### ポスター・カタログ類
- JR西日本「神戸休暇」（ポスター・パンフレット）
- メガネの愛眼「2006〜2007ネオックカレンダー・チラシ等」
- 三日制予備校「2006ポスター・車内ステッカー等」
- 関西ゼクシー「2006カタログ」

### CM
- 南海電鉄「高野山CM 親子編」（2005年5月 - ）
- 日本臓器製薬「アイストローチ」（2006年11月 - ）

### DVD
- 「CAN YOU CATCH ME?〜ゆっきゃグァムで迷子〜」（2006年12月15日発売、フォーサイド・ドット・コム）
- 「motto! ゆき」（2007年6月15日発売、イーネット・フロンティア）